# Saint-Aubin-du-Thenney
Saint-Aubin-du-Thenney är en kommun i departementet Eure i regionen Normandie i norra Frankrike. Kommunen ligger i kantonen Broglie som tillhör arrondissementet Bernay. År 2022 hade Saint-Aubin-du-Thenney 350 invånare.

## Befolkningsutveckling
Antalet invånare i kommunen Saint-Aubin-du-Thenney
Referens:INSEE